# Gobiconodon hopsoni
A Gobiconodon hopsoni az emlősök (Mammalia) osztályának a Gobiconodonta rendjébe, ezen belül a Gobiconodontidae családjába tartozó faj.

## Tudnivalók
A Gobiconodon hopsoni fajt eddig csak Mongóliában (Oshih Formation) fedezték fel. A Gobiconodon-fajok közül ez volt a legnagyobb testű. Az állat a valangini korszaktól a hauterivi korszakig élt, vagyis 140 - 130 millió évvel ezelőtt.
A lelőhelyről 2 felső- és alsó állkapocs került elő. A két holotípus neve: PSS-MAE 140 és PSS-MAE 139.

### Fordítás
Ez a szócikk részben vagy egészben  a   Gobiconodon című angol Wikipédia-szócikk fordításán alapul.  Az eredeti cikk szerkesztőit annak laptörténete sorolja fel. Ez a jelzés csupán a megfogalmazás eredetét és a szerzői jogokat jelzi, nem szolgál a cikkben szereplő információk forrásmegjelöléseként.